# Folsom Street Fair

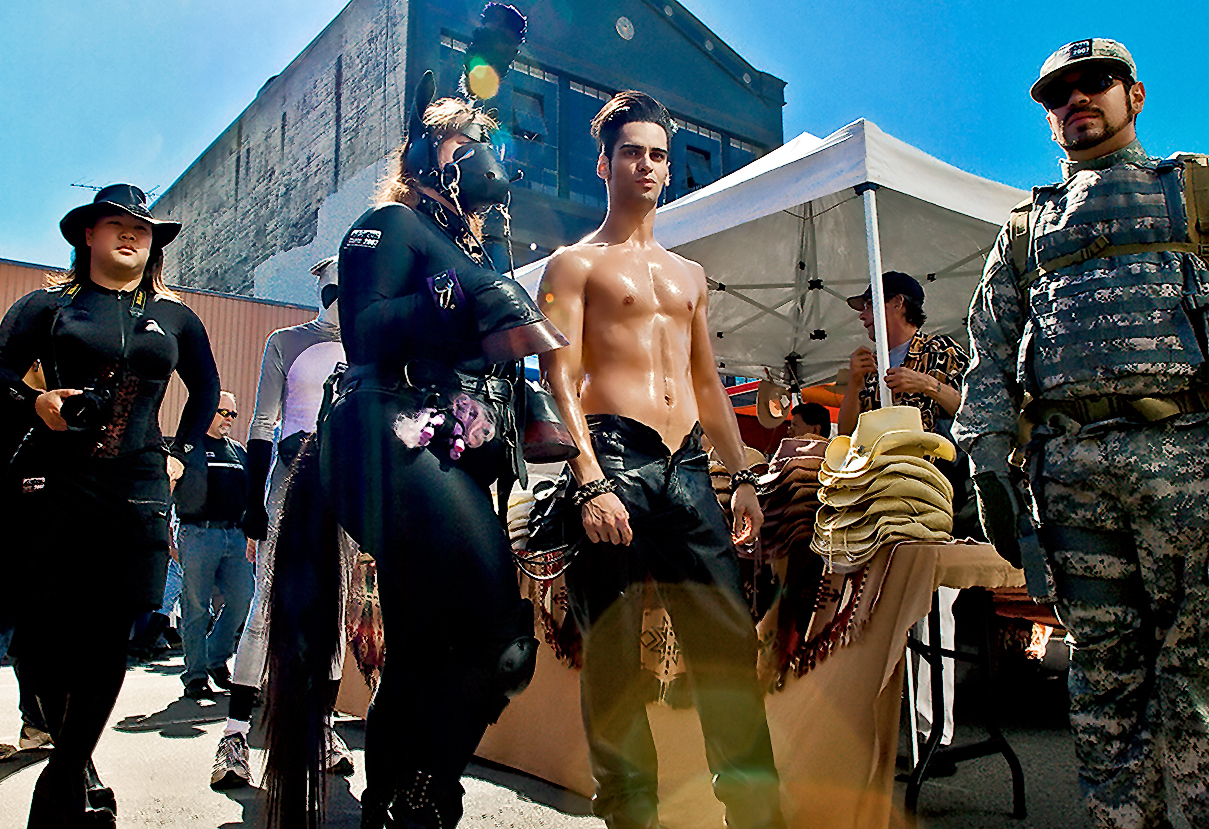
Die Folsom Parade bildet das Abschlussereignis der Leather Pride Week in San Francisco, Kalifornien.

Die Folsom Street Fair ist eine Open-Air-Veranstaltung, die jährlich am letzten Sonntag im September die Leather Pride Week in San Francisco, Kalifornien abschließt. Nach dieser Veranstaltung ist ebenfalls eine ähnliche Veranstaltung in Berlin benannt.

## Folsom San Francisco

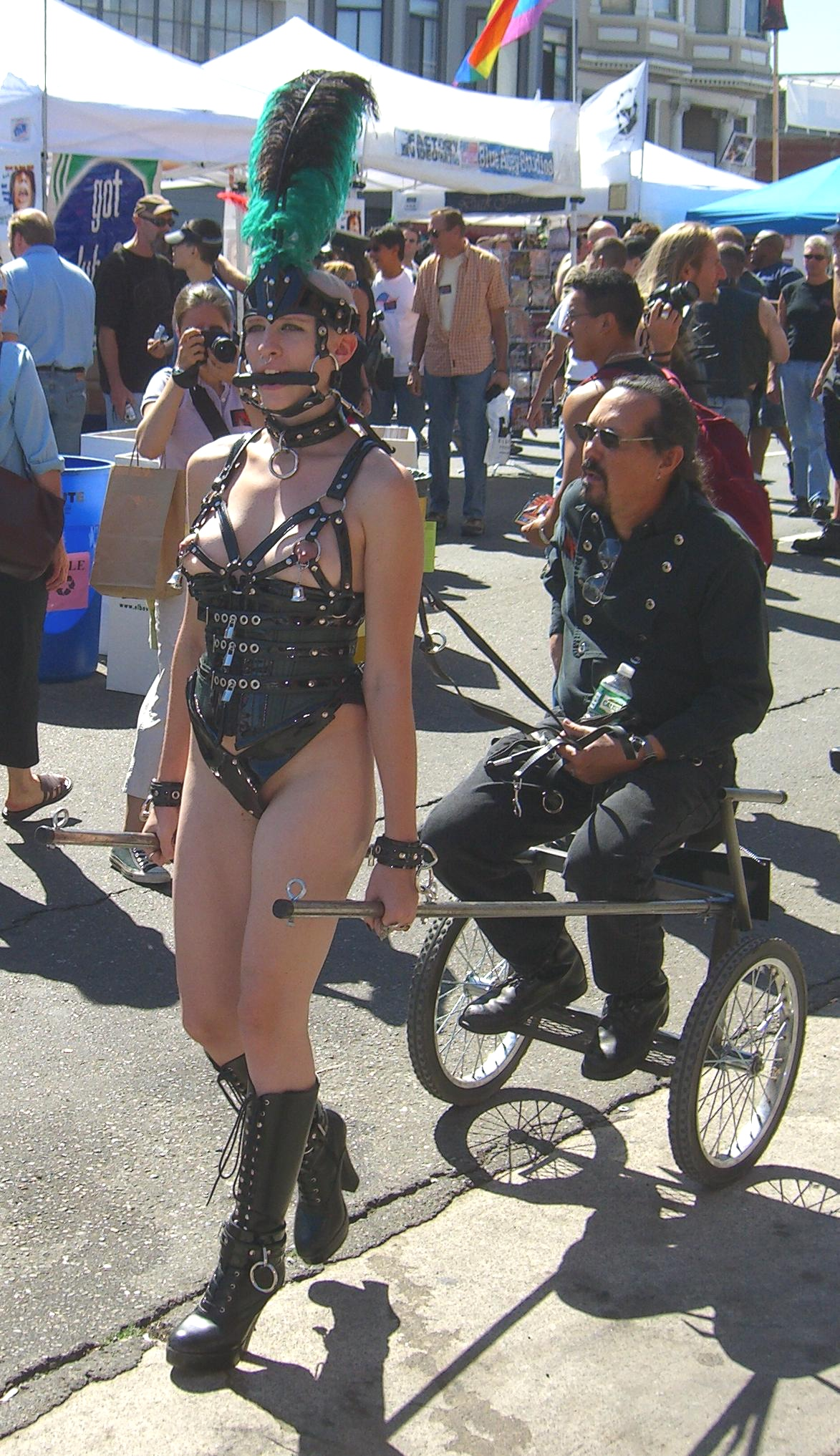
Pony-Girl vor einem Wagen, Petplay auf der Folsom Parade 2005.

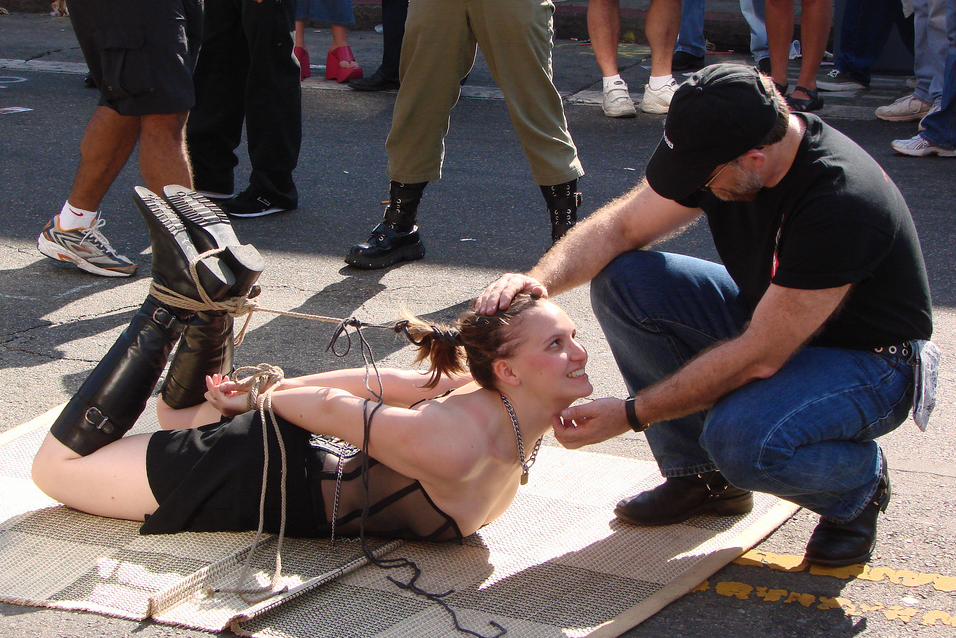
Bondage-Vorführung auf der Folsom Parade 2006.

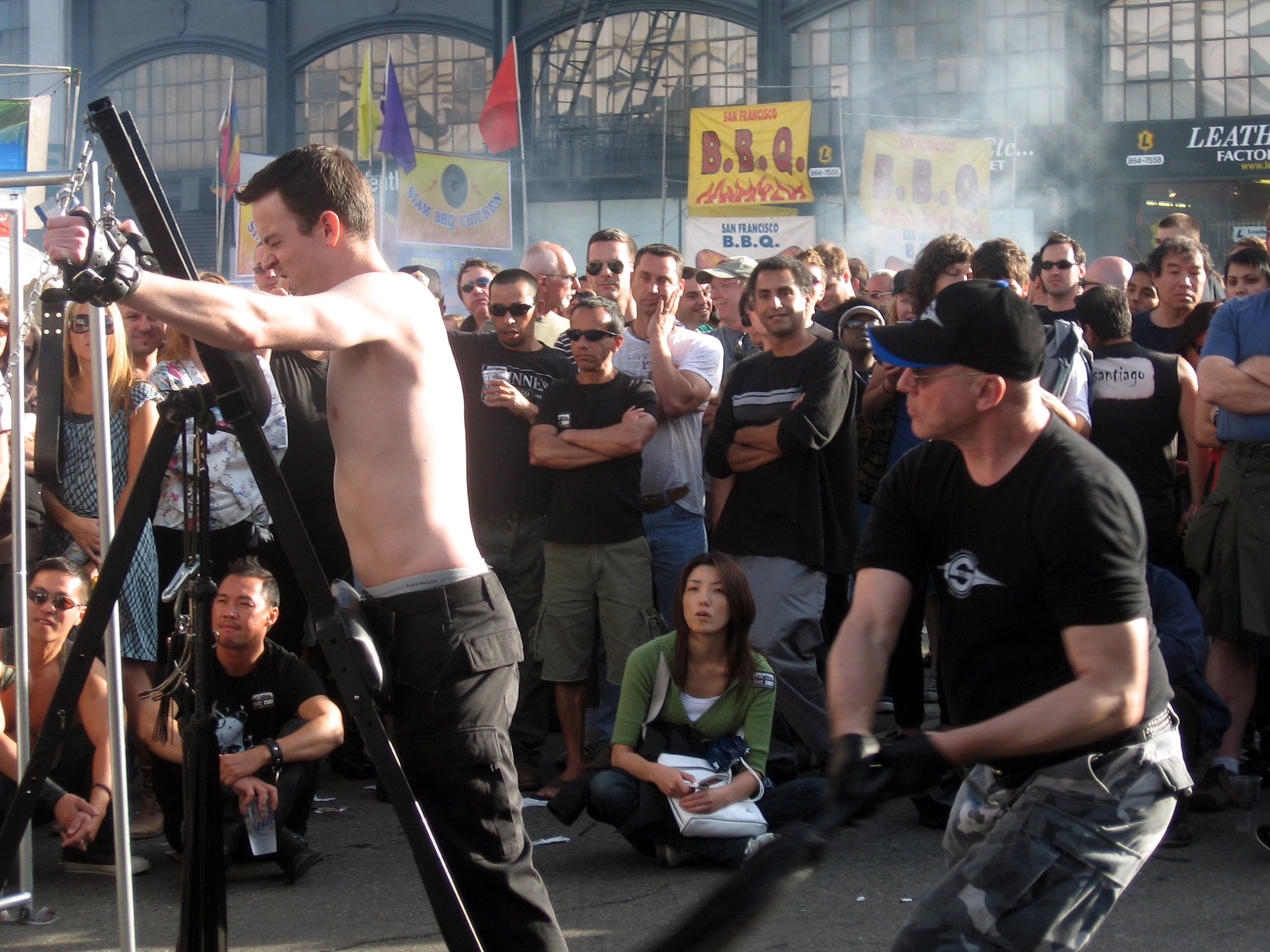
Auspeitschung eines Sub auf der Folsom Parade 2007.

Das Straßenfest stellt den jährlichen Höhepunkt der US-amerikanischen Leder- und Fetisch-Szene dar. Die meistens einfach als Folsom bezeichnete Veranstaltung in San Franciscos „South-of-Market-Bezirk“ findet auf der Folsom Street zwischen der 7. und der 12. Straße statt. Die Großveranstaltung wird seit 1984 durchgeführt und ist das weltweit größte Fest der Lederszene. Sie ist die drittgrößte öffentliche Veranstaltung in Kalifornien und die größte Messe für BDSM-Ausstattungen und -Kultur weltweit.
An der Folsom in San Francisco nehmen jedes Jahr durchschnittlich rund 400.000 Besucher teil, unter ihnen viele BDSM-Anhänger und homosexuelle Lederfans aus der ganzen Welt. Auch viele Personen, die nicht dem BDSM- oder Lederspektrum zuzuordnen sind, kommen zum Schauen und Mitfeiern. Sämtliche Einnahmen werden an anerkannte wohltätige Einrichtungen wie z. B. die Aids-Hilfe gespendet; die Veranstaltung erwirtschaftet für diese Zwecke jährlich rund 250.000 US-Dollar.

## Weitere außereuropäische Folsoms
Der Erfolg der Ursprungsveranstaltung führte dazu, dass mittlerweile weltweit ähnlich Veranstaltungen durchgeführt werden. So findet in New York City seit 1997 eine kleinere Veranstaltung unter der Bezeichnung Folsom Street East statt, die allerdings unter dem Namen nur geduldet ist und nicht zur offiziellen Folsom-Familie gehört (wie z. B. Folsom Europe). Im kanadischen Toronto bestand einige Jahre eine ähnliche Veranstaltung unter dem Namen Folsom Fair North im Stadtbezirk Church and Wellesley. Sie musste allerdings nach Beendigung der Zusammenarbeit mit dem ursprünglichen Folsom in San Francisco ihren Namen in FFN ändern.

## Folsom Europe
In Berlin veranstaltet seit 2004 ein Verein aus der lokalen Lederszene im Stadtteil Schöneberg am jeweils ersten Septemberwochenende eine entsprechende Veranstaltung unter der Bezeichnung Folsom Europe. Neben den homosexuellen Gruppen waren SMart Rhein-Ruhr, die BVSM und BDSM Berlin mit einem eigenen Stand vertreten. Die Überschüsse gehen an Fördergruppen, die Präventions- oder Betreuungsarbeit im Bereich HIV bzw. AIDS leisten. Der damalige Regierende Bürgermeister der Stadt Berlin Klaus Wowereit und der Berliner Tourismusverband unterstützen die Veranstaltung, die das erste Straßenfest für die Leder-Fetisch-Szene in Europa war und heute als deren wichtigstes Treffen gilt.

## Reaktionen von Medien und aus der Politik
Die San Francisco Chronicle berichtete in leicht amüsiertem Ton über die dortige Folsom Street Fair 2005.

### Kritik seitens der CDU in Berlin (2005)
Im Jahr 2005 führte das Grußwort Wowereits zu einem lokalpolitischen Eklat. Berliner Redaktionen sprachen in Reaktion auf die erstmalige Unterstützung der Folsom Europe von einer „echt harten Nummer“, nachdem die lokale CDU das Grußwort Wowereits als „mit der Würde des hohen Amtes nicht vereinbar“ bezeichnet hatte und Flugblätter aufgetaucht waren, in denen behauptet wurde, Wowereit „verharmlose rassistische Vergewaltigungspornographie als Lebensfreude pur“. Damals vertrat die Berliner CDU die Auffassung, Fotos im schriftlichen Marketingmaterial der Veranstaltung „zeigen unumwunden Akte enthemmter Gewalt“ und „faschistoide Motive“.